# Die Wege und die Begegnungen

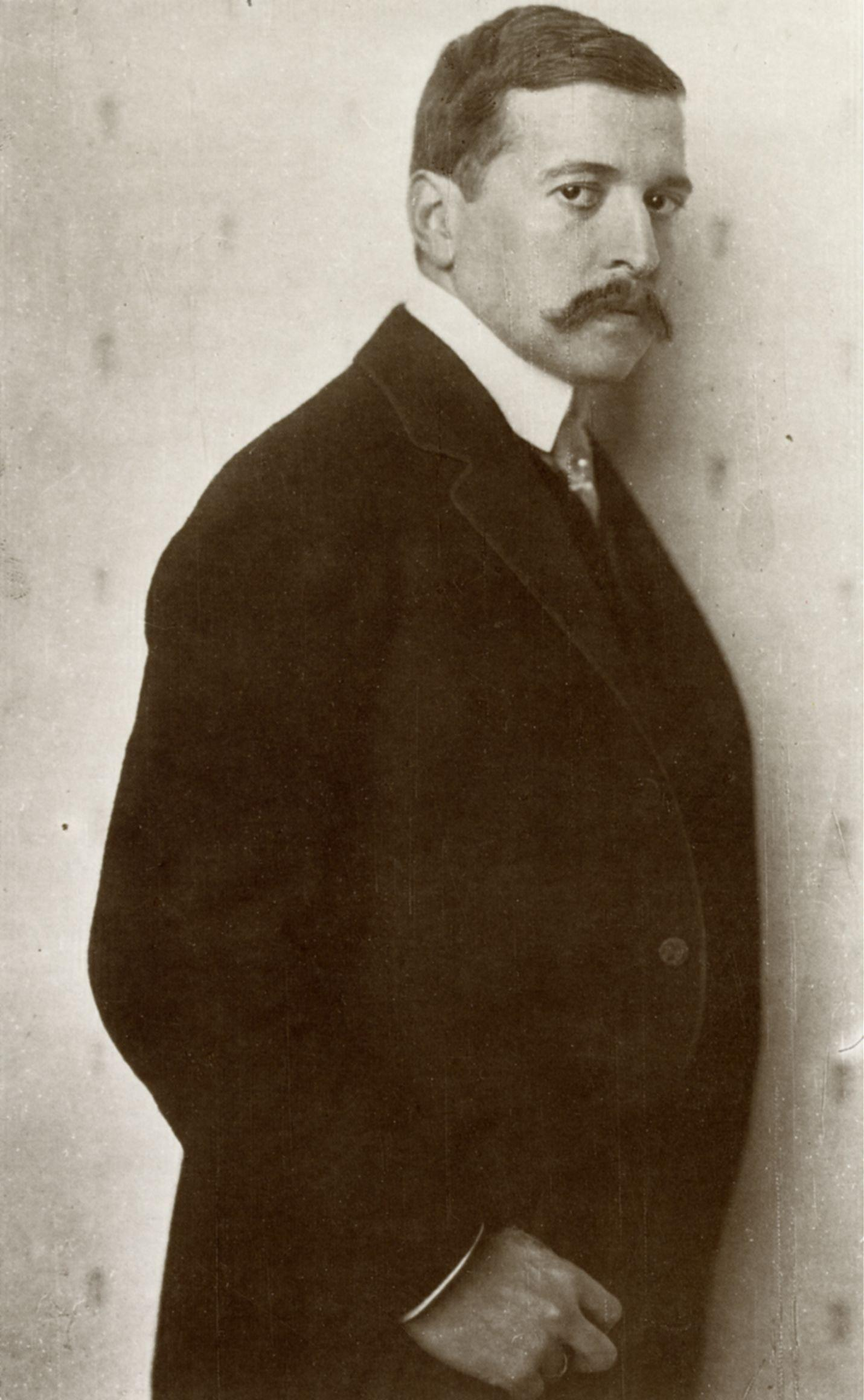
Hugo von Hofmannsthal
* 1874, † 1929

Die Wege und die Begegnungen ist eine Erzählung von Hugo von Hofmannsthal, die am 19. Mai 1907 in der Wiener Wochenschrift Die Zeit erschien. Eingangs zitiert der Autor aus dem Spicilège des Symbolisten Marcel Schwob.
Auf der Suche nach Antwort auf die Frage „Wer ist Agur?“ blickt der Ich-Erzähler auf seine früheste Kindheit zurück.

## Inhalt
Agur wohnt im Ich-Erzähler. Aber wo? Vermutlich „bei den Geheimnissen“ seiner „dunkelsten Träume, bei den Gedanken, die“ er „hinter“ seinem „eigenen Rücken je gedacht“ hat. Zur Erscheinung des Agur wird mitgeteilt: „Wie Boas muß ich ihn denken, der einen schönen weißen Bart hatte und ein gebräuntes Gesicht, der gekleidet ging in ein feines Linnen, und auf dessen Kornfeldern den Armen nicht verwehrt war, die Ähren zu lesen.“ Ziemlich fest steht, unser Gehen, Suchen und Begegnen hängt mit unserer „Liebesbegier“ zusammen. Das Gewaltige ist das Schreien des Fremden nach dem Fremden. „Die Begegnung verspricht mehr, als die Umarmung halten kann. Sie scheint… einer höheren Ordnung der Dinge anzugehören, jener, nach der die Sterne sich bewegen“. Antwort auf die oben aufgeführte Frage gibt ein Traum. Darin ist Agur jener König, der in seiner Rede zwei Geheimnisse verflicht – das der Umarmung mit dem des Fluges. Agur zeltet mit seinem Volk auf dem gigantischen asiatischen Hochland. Der Ich-Erzähler erblickt den alten König Agur, wie er sich aus der Umarmung eines jungen Weibes von dunkler Blässe löst. Die Junge trägt nichts als breite Armreifen. Die Zelte werden auf Agurs Befehl hin abgebrochen. Die schöne Frau bittet den König voll Hingabe zu sich auf das Lager zurück. Vergebliches Bemühn der liebenden Frau; dem unvermeidlichen Aufbruch Agurs und seines Volkes jagen selbst die Wolken in ihrem Fluge über das Bergland voraus.

## Rezeption
- Zwar bewundert Le Rider „die Musikalität und Flüssigkeit“[6] der Sprache, nennt aber das „seltsame Vergessen“ des anonym bleibenden Ich-Erzählers im Einklang mit Heinz Politzer[7] „Geheimniskrämerei“. Hofmannsthal zitiert die Sprüche Agurs aus der oben genannten französischen Quelle Spicilège. Die Sprüche seien doch im Alten Testament dem Deutsch sprechenden Leser eigentlich leichter zugänglich:

„Drei Dinge sind mir unbegreiflich, vier vermag ich nicht zu fassen:
den Weg des Adlers am Himmel,
den Weg der Schlange über den Felsen,
den Weg des Schiffes auf hoher See,
den Weg des Mannes bei der jungen Frau.“
- Die Quelle folgt dem Erstdruck. Darin sind Nebengedanken in eckige Klammern gesetzt, die Le Rider „Abschweifung“[9] und auch „freie Assoziation“[10] nennt. Unter anderem ist von Kant[11] die Rede. Hofmannsthal habe hierzu in Otto Weiningers Geschlecht und Charakter das Kapitel „Erotik und Ästhetik“ gelesen. Le Rider weist auf die Traumanalyse am Textende hin. Zudem gehe es in der Erzählung um Geheimnisse. Eines davon sei das der jüdischen Identität.[12]
- Willy Haas interpretierte 1922[13] die Erzählung im Zusammenhang mit seiner Erforschung des Ahasveros: „Agur ist die offene Frage“[14]. Auch Ernst Simon[15] untersuchte den Text. Seine Analyse aus dem Jahr 1967 trägt den Titel „Hugo von Hofmannsthals jüdische Legende“. Dieter-Olaf Schmalstiegs[16] Betrachtung „Eros und Vogelflug. Hugo von Hofmannsthal als Hermeneut alttestamentarischer Weisheit“ folgte 1969. Katrin Scheffer[17] interpretierte die Erzählung im Jahr 2007 bezüglich des Symbols „Vogelmotivik“.

### Erste Buchausgabe
- Hugo von Hofmannsthal: Die Wege und die Begegnungen. Bremer Presse, Bremen zu Weihnachten 1913. Einbandentwurf von Rudolf Alexander Schröder. Auflage: 200 nummerierte Exemplare.

### Zitierte Textausgabe
- Hugo von Hofmannsthal: Die Wege und die Begegnungen (1907). In: Hugo von Hofmannsthal, Gesammelte Werke in zehn Einzelbänden, hrsg. von Bernd Schoeller in Beratung mit Rudolf Hirsch (= Erzählungen. Erfundene Gespräche und Briefe. Reisen). S. Fischer, Frankfurt a. M. 1949 (Auflage 1986), ISBN 3-10-031547-2, S. 157–164.